# 王益区
王益区是中国陕西省铜川市所辖的一个市辖区。总面积为162.2平方公里，总人口約17万人。区人民政府駐紅旗街道。

## 行政区划
王益区下辖6个街道办事处、1个镇：
七一路街道、红旗街道、桃园街道、青年路街道、王家河街道、王益街道和黄堡镇。

## 人口
根据第七次全国人口普查数据显示王益区常住人口为135298人。2020初全区户籍人口为169712 人，同上年全区户籍人口的175225人相比，减少 5513人。 

## 交通
- 342国道过境。